# متور
متور (به انگلیسی: Matore) یک منطقهٔ مسکونی در پاکستان است که در ناحیه راولپندی واقع شده‌است.